# Protobothrops jerdonii
Protobothrops jerdonii är en ormart som beskrevs av Günther 1875. Protobothrops jerdonii ingår i släktet Protobothrops och familjen huggormar. Internationella naturvårdsunionen kategoriserar arten globalt som livskraftig.
Arten förekommer i södra Asien från nordöstra Indien och södra Kina till norra Myanmar, Laos och Vietnam. Den vistas i bergstrakter mellan 1400 och 2300 meter över havet. Protobothrops jerdonii hittas oftast intill vattendrag i regnskogar eller i områden med bambu. Den besöker gräsmarker när skogen saknas.
Individerna är aktiva på natten och jagar gnagare. Ungdjur har dessutom grodor som föda. Honor lägger inga ägg utan föder 5 till 8 ungar per tillfälle.

## Underarter
Arten delas in i följande underarter:
- P. j. jerdonii
- P. j. bourreti
- P. j. meridionalis
- P. j. xanthomelas